# Санта-Мария-Капуа-Ветере
Санта-Мария-Капуа-Ветере (итал. Santa Maria Capua Vetere) — город в Италии, располагается в регионе Кампания, в провинции Казерта.
Население составляет 30 842 человека (на 2003 г.), плотность населения составляет 2009 чел./км². Занимает площадь 15 км². Почтовый индекс — 81055. Телефонный код — 0823.
Покровитель города — святой Симмах Капуанский, празднование 22 октября. В городе также 15 августа особо празднуется Вознесение Девы Марии (Ассунта).

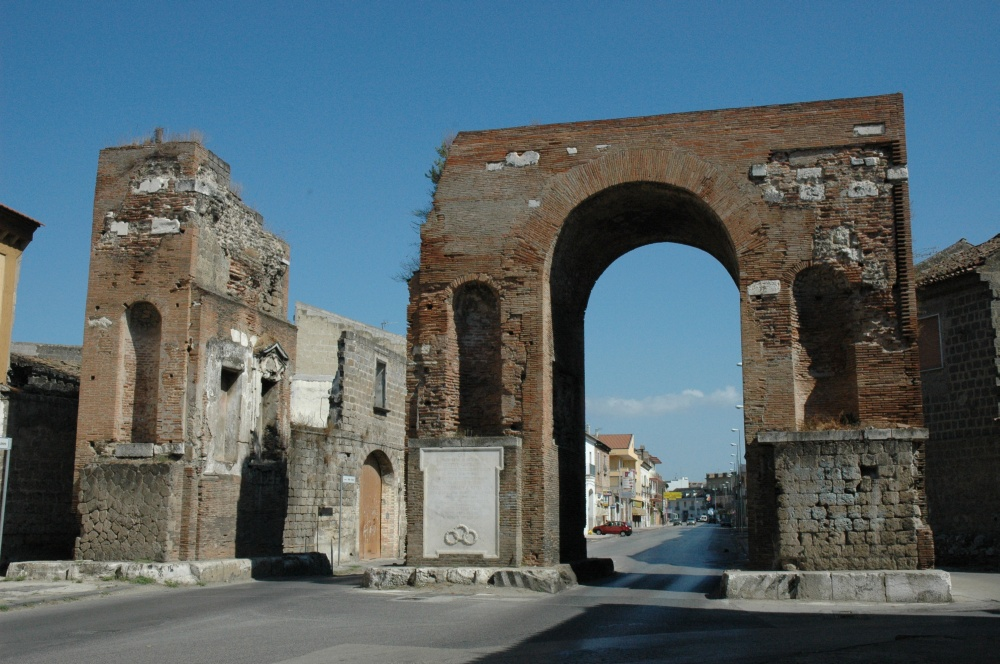
Арка Адриана

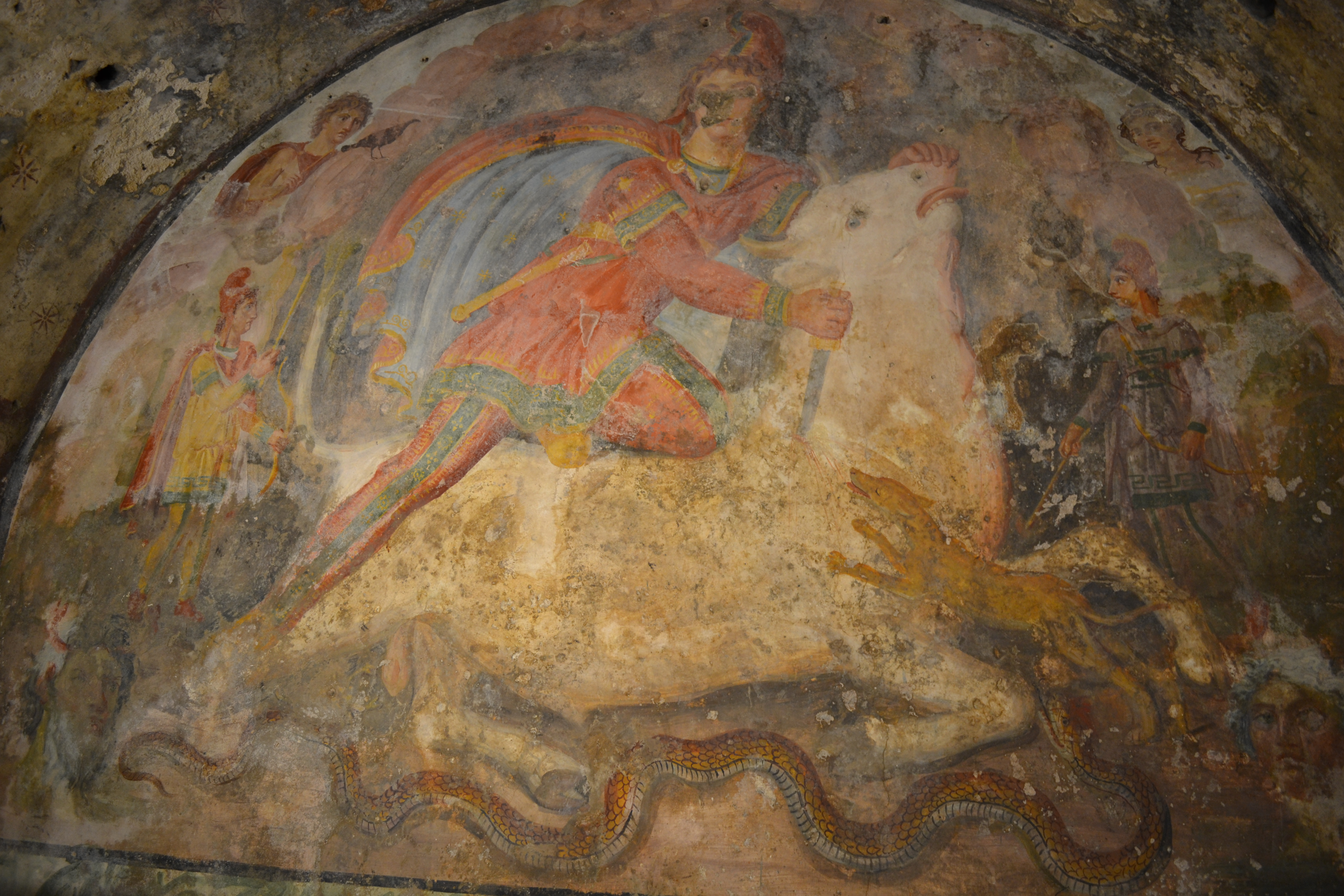
Фреска, изображающая бой Митры с быком (Тавроктония), Санта-Мария-Капуа-Ветере, II век н. э.